# Maria Gabriela de Luxemburgo
Maria Gabriela Aldegonda Guilhermina Luísa de Luxemburgo (em francês:  Marie-Gabrielle Aldegonde Wilhelmine Louise; Colmar-Berg, 2 de agosto de 1925 – 9 de fevereiro de 2023) foi a terceira filha mulher e quarta criança no geral da grã-duquesa Carlota de Luxemburgo e seu marido o príncipe Félix de Bourbon-Parma. Ela é irmã do ex-grão-duque João de Luxemburgo e tia paterna do grão-duque Henrique de Luxemburgo, de quem também era madrinha.    

## Biografia
Nascida em 2 de agosto de 1925 em Colmar-Berg, ela era a quarta dos seis filhos da grã-duquesa Carlota. Durante a II Guerra Mundial, ela se mudou com a família para Quebec, onde viveu por dois anos, antes de todos migrarem para a Grã-Bretanha, "onde ela se envolveu nas atividades da Cruz Vermelha Britânica", explica a Lux Times. 
Marie Gabriele casou com Knud de Holstein-Ledreborg (2 de outubro de 1919 - 25 de junho de 2001) no Castelo de Berg em 6 de novembro de 1951. Eles tiveram sete filhas (veja foto da família aqui):   
- Mônica de Holstein-Ledreborg, (29 de julho 1952) casou em 13 de setembro de 2003, com Henrique de Dompierre de Jonquières (28 de maio de 1950), sem descendência.
- Lydia de Holstein-Ledreborg (22 de fevereiro 1955) casou em primeiro lugar no Ledreborg em 8 de agosto 1980 e se divorciou em 1999, de seu primo Eric de Bourbon-Parma (28 de agosto de 1953), com descendência. Casou em segundo lugar em 31 de janeiro de 2001, com Martin Bergsøe (b. 15 de dezembro de 1948), sem descendência.
- Veronica de Holstein-Ledreborg (29 de janeiro 1956) casou-se em Ledreborg em 18 de agosto de 1979, com François Bruno de Pottère (1 de dezembro de 1949), com descendência.
- Silvia de Holstein-Ledreborg (1 de janeiro de 1958), herdeira do castelo Ledreborg, casou em Ledreborg em 4 de agosto de 1979, com John Munro de Foulis, com descendência.
- Camilla de Holstein-Ledreborg (26 de fevereiro de 1959 - 4 de julho de 2010) casou em Ledreborg em 11 de janeiro de 1986 e se divorciou em 1995, de Eric Bertouch-Lehn til Højbygaard-Lungholm  (15 de novembro de 1956), com descendência.
- Tatiana de Holstein-Ledreborg (25 de abril de 1961) casou em Ledreborg em 14 de agosto de 1999, com Mark von Riedemann (20 de outubro 1964), com descendência.
- Antonia de Holstein-Ledreborg (19 de junho 1962) uma irmã consagrada da Comunidade Emanuel da Igreja Católica Apostólica Romana.

### Vida profissional
Segundo a Lux Times, nos anos 1950 ela foi aluna do escultor Auguste Tremont e suas obras foram algumas vezes expostas sob o codinome "Mademoiselle de Clervaux", tanto em Luxemburgo como na França. 

### Morte
Gabriela morreu no dia 9 de fevereiro de 2023, aos 97 anos. Um anúncio de seu falecimento foi feito no portal da Casa do Grão-Duque, onde se lia: "é com grande tristeza que Suas Altezas Reais o Grão-Duque e a Grã-Duquesa anunciam o falecimento de Sua Alteza Real a Princesa Marie-Gabrielle de Luxemburgo, que faleceu hoje aos 97 anos".  

## Títulos e estilos
- 2 de agosto de 1925 - 6 de novembro de 1951: Sua Alteza Real a princesa Marie Gabriele do Luxemburgo, Princesa de Nassau, Princesa de Bourbon-Parma[nota 2]
- 6 de novembro de 1951 - 25 de junho de 2001: Sua Alteza Real a princesa Marie Gabriele do Luxemburgo, Princesa de Nassau, Princesa de Bourbon-Parma, Condessa de Holstein-Ledreborg
- 25 de junho de 2001 - 9 de fevereiro de 2023: Sua Alteza Real a princesa Marie Gabriele do Luxemburgo, Princesa de Nassau, Princesa de Bourbon-Parma, Condessa viúva de Holstein-Ledreborg